# Ramón Morales
Ramón Morales Higuera, född 10 oktober 1975 i La Piedad, Michoacán, är en mexikansk före detta fotbollsspelare, mittfältare. Han spelade elva år i Club Deportivo Guadalajara i mexikanska ligan. Han gjorde även 64 matcher i Mexikos landslag.
Morales gjorde debut i mexikanska ligan 1995, då med CF Monterrey. Han har en yngre bror som heter Carlos Morales som spelar för Monarcas Morelia. Landslagsdebut gjorde Morales den 12 juli 2001 mot Brasilien. Han uttagen i mexikanska truppen vid VM 2002 i Japan/Korea och 2006 i Tyskland. Han är även med i truppen i Copa América 2007, han gjorde ett frisparksmål mot Brasilien när Mexiko slog dessa med 2-0. Morales är Guadalajaras lagkapten.